# Лидино (Белопольский район)
Лидино (укр. Лідине) — посёлок,
Супруновский сельский совет,
Белопольский район,
Сумская область,
Украина.
Код КОАТУУ — 5920688204. Население по переписи 2001 года составляло 120 человек .

## Географическое положение
Посёлок Лидино находится между реками Бобрик и Локня (3 км).
На расстоянии в 1 км расположены сёла Садовое и Першотравневое.